# 特瓦皮蒂鎮區 (密蘇里州斯科特縣)
特瓦皮蒂鎮區（英語：Tywappity Township）是位於美國密蘇里州斯科特縣的一個行政鎮區。

## 地方資料
特瓦皮蒂鎮區的面積為105.38平方千米，當中陸地面積為101.45平方千米，而水域面積為3.93平方千米。根據2020年美國人口普查的數據，當地共有人口395人，而人口密度為每平方千米3.75人。